# Bert Hinkler

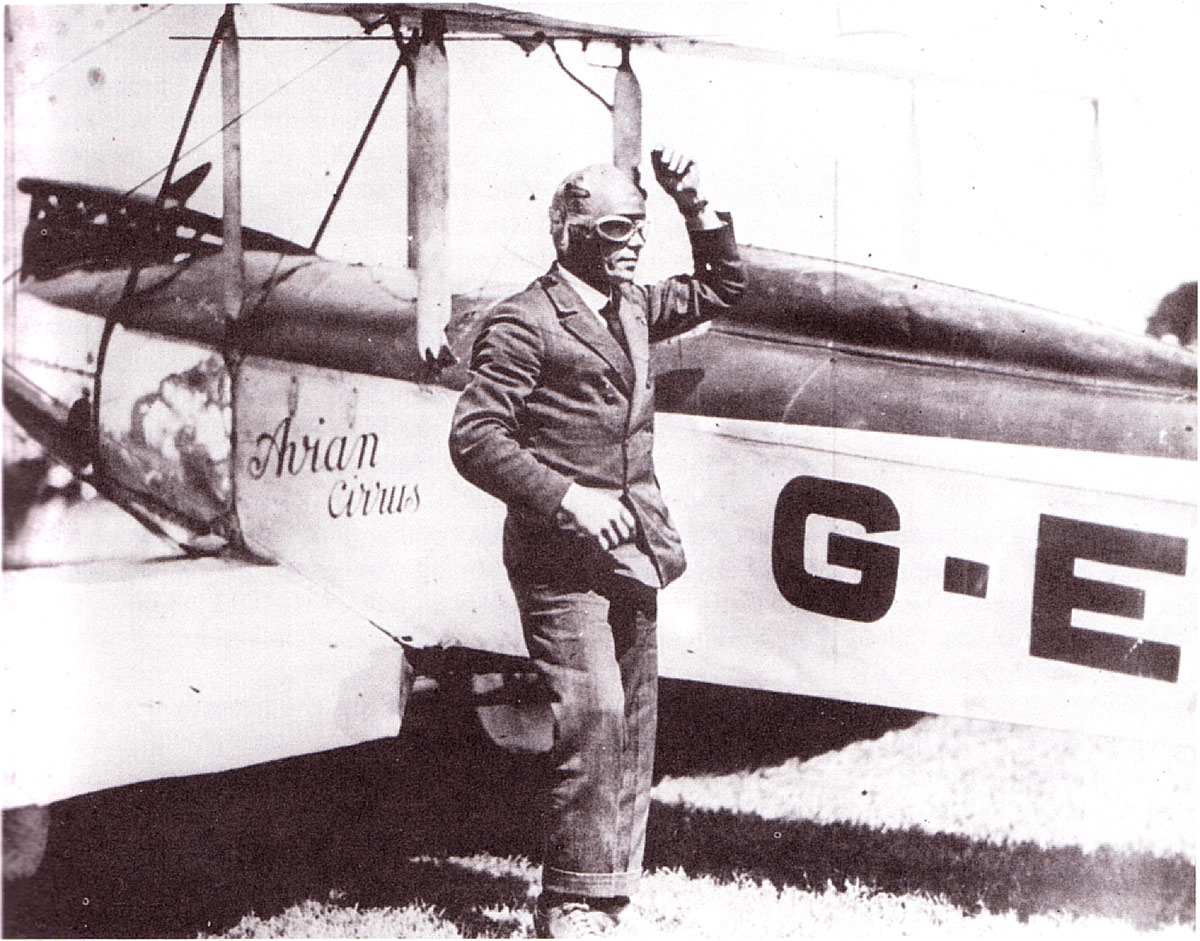
Bert Hinkler

Herbert John Louis Hinkler, besser bekannt als Bert Hinkler, (* 8. Dezember 1892 in Bundaberg, Australien; † 7. Januar 1933 in Italien) war ein australischer Flugpionier und Testpilot.

## Leben
Bereits in seiner Jugend konstruierte Hinkler in seinem Heimatort Bundaberg Gleiter und unternahm mit diesen seine ersten Flugversuche.
1913 ging Hinkler nach England und arbeitete dort bei der Sopwith Aviation Company.
Im Ersten Weltkrieg meldete er sich bei den britischen Marinefliegern, dem Royal Naval Air Service, war dort in Belgien und Frankreich als Bordschütze und Beobachter tätig und errang als Auszeichnung die Distinguished Service Medal. Außerdem erhielt er beim Militär eine Pilotenausbildung und flog am Ende des Krieges Einsätze über Italien.
Nach dem Krieg fand Hinkler eine Anstellung als Testpilot beim britischen Flugzeughersteller Avro in Southampton.
Im Mai 1920 flog er ohne Zwischenlandung in einer Avro Baby von London nach Turin und stellte damit einen neuen Weltrekord auf.
Am 7. Februar 1928 startete Hinkler in einer Avro 581 einen Alleinflug von Croydon in England nach Australien; er erreichte sein Ziel Darwin am 22. Februar 1928. Er hatte nach einer reinen Flugzeit von 128 Stunden insgesamt 17.711 km zurückgelegt. Zwischenstopps hatte er in Rom, Malta, Tobruk, Ramallah, Basra, Dschask, Karatschi, Cawnpore, Kalkutta, Rangun, Victoria Point, Singapur und Bandung. Im März folgte der Weiterflug zu Hinklers Geburtsort Bundaberg. Nach der Landung rollte er unter dem Jubel der anwesenden Bevölkerung über die Hauptstraße bis zum Haus seiner Mutter und stellte das Flugzeug direkt vor dem Gartentor ab.
Ende 1931 flog er von New York nach London und war der erste Mensch, der einen Alleinflug über den Südatlantik durchgeführt und nach Charles Lindbergh der zweite Pilot, der den Atlantik im Alleinflug überquert hatte.
Beim Versuch eines weiteren Fluges von England nach Australien in einer de Havilland DH.80 Puss Moth stürzte Bert Hinkler am 7. Januar 1933 über den italienischen Apennin ab. Er wurde erst am 27. April 1933 gefunden und in Florenz bestattet.
Zu Ehren Hinklers taufte die Fluggesellschaft Qantas Airways einen Airbus A380 VH-OQJ auf seinen Namen.